# Estadi de la Copa del Món de Gwangju
L'Estadi de la Copa del Món de Gwangju és un estadi de futbol ubicat a Corea del Sud, en la ciutat de Gwangju.
Inicialment l'estadi fou anomenat "Estadi de la Copa del Món de Gwanju", per ser un dels estadis on es va disputar la Copa del Món de futbol 2002. Fou reanomenat en honor l'entrenador de la selecció de futbol de Corea del Sud, Guus Hiddink, qui dugué l'equip fins a les semifinals per primera vegada, derrotant a la d'Espanya en aquest estadi. També s'hi van disputar dos partits més de la primera fase.